# Marco Jakobs
Marco Jakobs, né le 30 mai 1974 à Unna, est un bobeur allemand.

## Carrière
Aux Jeux olympiques de 1998 à Nagano, Marco Jakobs est remporte le titre de champion olympique de bobsleigh à quatre avec Christoph Langen, Markus Zimmermann et Olaf Hampel, et termine onzième de bobsleigh à deux avec Dirk Wiese. Il est également champion du monde en 2001 et champion d'Europe en 2003 en bob à deux.

## Palmarès

### Jeux Olympiques
- : médaillé d'or en bob à 4 aux JO 1998.

### Championnats monde
- : médaillé d'or en bob à 2 aux championnats monde de 2001.